# Laurențiu Rebega

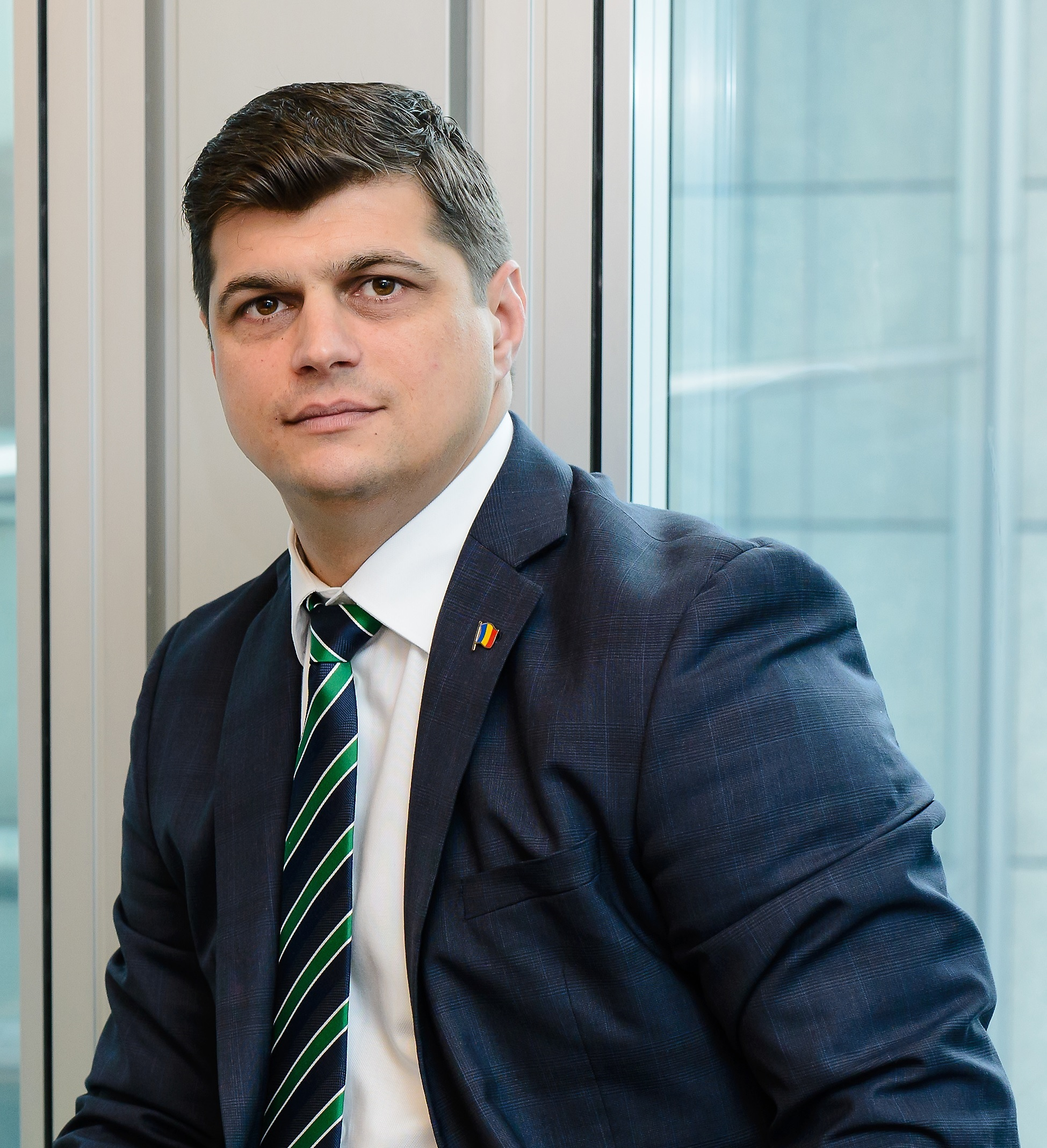
Constantin Laurențiu Rebega

Constantin Laurențiu Rebega (* 20. Februar 1976 in Vălenii de Munte) ist ein rumänischer Politiker. Von 2014 bis 2019 war er Mitglied des Europäischen Parlaments.

## Leben
Rebega studierte in Bukarest Agrarwissenschaften und Veterinärmedizin
und war 2006 Absolvent der Landwirtschaftsakademie Grindsted in Dänemark. Seit 2007 übte er führende Positionen im Bereich der Landwirtschaft und Kreisverwaltung aus.
Seit 2015 führt die rumänische Antikorruptionsbehörde DNA gegen ihn wegen Geldwäsche und Bestechung strafrechtliche Ermittlungen.
Er wurde 2014 für die Partidul Conservator in das Europäische Parlament gewählt. Dort ist er Mitglied im Ausschuss für Landwirtschaft und ländliche Entwicklung, im Petitionsausschuss und in der Delegation im Gemischten Parlamentarischen Ausschuss EU-Türkei. Am 15. Juli 2015 erklärte Rebega seinen Übertritt von der sozialdemokratischen S&D-Fraktion zur rechten Fraktion Europa der Nationen und der Freiheit. Er wurde zum stellvertretenden Vorsitzenden der Fraktion gewählt. Am 2. März 2018 verließ er die Fraktion wieder und wechselte zum 3. April 2018 zur Fraktion Europäische Konservative und Reformer. Seit dem 18. September 2018 ist er Mitglied der Partei Pro România.